# チャレンジ・デスグランジュ＝コロンボ
チャレンジ・デグランジュ＝コロンボ（The Challenge Desgrange-Colombo）は自転車競技のロードレースにおける年間表彰制度で、1948年から1958年まで実施された。スーパープレスティージュの前身の表彰制度である。
アワーレコードを樹立したことがあるフランスの名選手だったアンリ・デグランジュと、後にイタリアの首相となるエミリオ・コロンボにちなんで名づけられ、ツール・ド・フランスの生みの親であるレキップ紙や、ジロ・デ・イタリアの生みの親であるガゼッタ・デロ・スポルト紙など主要スポーツ新聞社が運営にあたった。
当初はツール・ド・フランス、ジロ・デ・イタリア、ミラノ〜サンレモ、パリ〜ルーベ、ロンド・ファン・フラーンデレン、フレッシュ・ワロンヌ、パリ〜ツール、ジロ・ディ・ロンバルディアが対象レースとされたが、後にツール・ド・スイス（1949年）、リエージュ〜バストーニュ〜リエージュ（1951年）が加えられ、ブエルタ・ア・エスパーニャは同賞の最後となる1958年に漸く加えられた。
しかしながら対象となるレースがあまりにも少なすぎることや、一つ一つのレース間隔が開きすぎることから後に不評を買うことになり、スーパープレスティージュに取って代わられることになった。

## 歴代受賞者
| 年   | 1位                          | 2位                                        | 3位                                        |
| ---- | ---------------------------- | ------------------------------------------ | ------------------------------------------ |
| 1948 | ブリック・ショット           | フェルモ・カメッリーニ                     | ジーノ・バルタリ                           |
| 1949 | ファウスト・コッピ           | ジーノ・バルタリ ＆ フィオレンツォ・マーニ | ジーノ・バルタリ ＆ フィオレンツォ・マーニ |
| 1950 | フェルディナント・キュプラー | フィオレンツォ・マーニ                     | ユーゴ・コブレ                             |
| 1951 | ルイゾン・ボベ               | フェルディナント・キュプラー               | フィオレンツォ・マーニ                     |
| 1952 | フェルディナント・キュプラー | ファウスト・コッピ                         | スタン・オッカー                           |
| 1953 | ロレット・ペトルッチ         | ルイゾン・ボベ                             | スタン・オッカー                           |
| 1954 | フェルディナント・キュプラー | レイモン・アンパニ                         | ルイゾン・ボベ                             |
| 1955 | スタン・オッカー             | ルイゾン・ボベ                             | ジャン・ブランカールト                     |
| 1956 | フレット・デ・ブリュイヌ     | スタン・オッカー                           | ジャン・フォレスティエール                 |
| 1957 | フレット・デ・ブリュイヌ     | レイモン・アンパニ                         | ガストネ・ネンチーニ                       |
| 1958 | フレット・デ・ブリュイヌ     | リック・ファン・ローイ                     | ジャック・アンクティル                     |